# Leszek Lubicz-Nycz

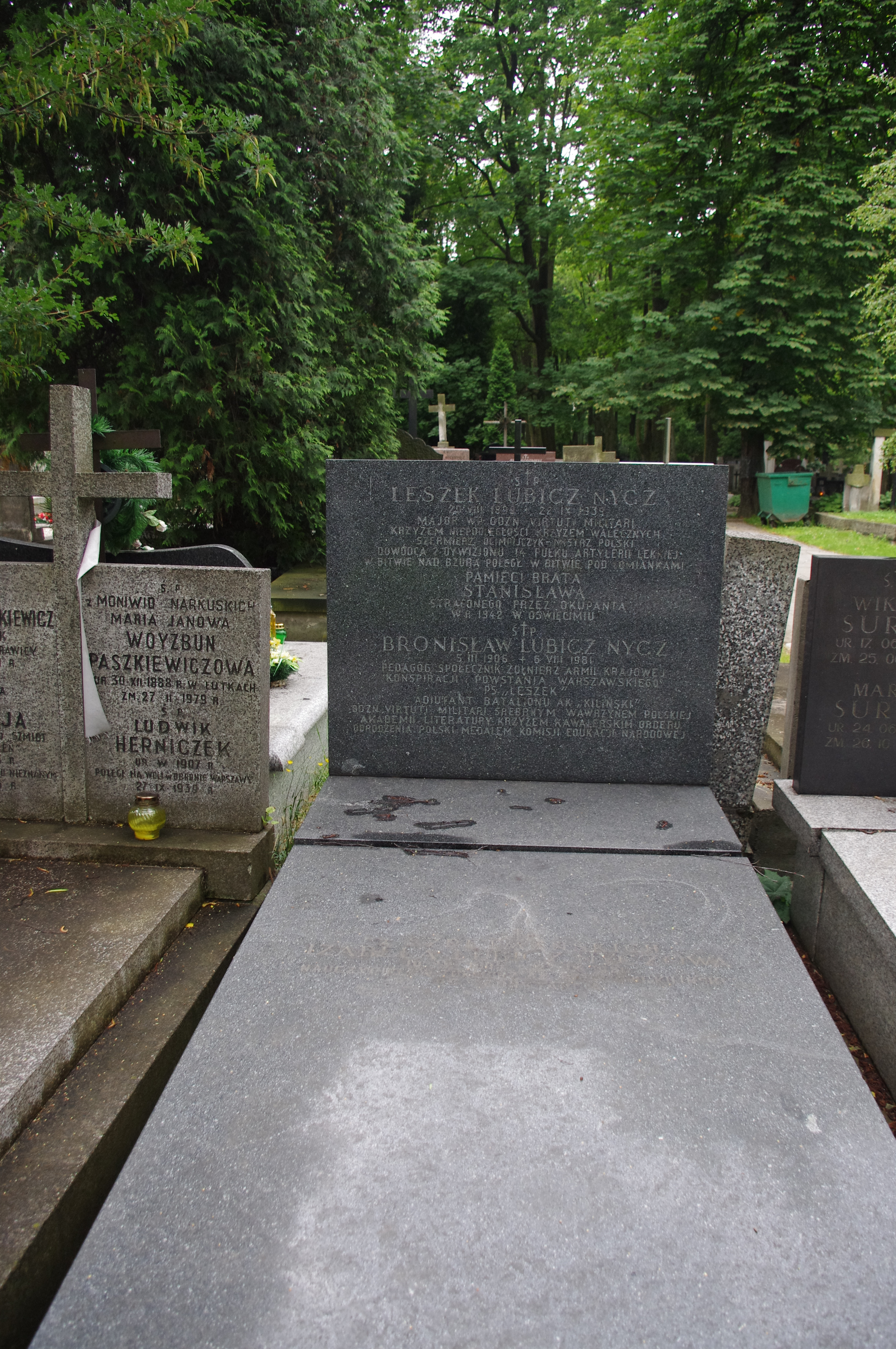
Grób szermierza Leszka Lubicz-Nycza i pedagoga Bronisława Lubicz-Nycza na Cmentarzu Wojskowym na Powązkach w Warszawie

Leszek Władysław Lubicz-Nycz (ur. 20 sierpnia 1899 w Brzesku, zm. 22 września 1939 w Burakowie albo w Łomiankach) – polski szermierz, major artylerii Wojska Polskiego. Brązowy medalista olimpijski i dwukrotny brązowy medalista mistrzostw świata.

## Życiorys
Urodził się 20 sierpnia 1899 w Brzesku, w rodzinie lekarza Henryka (zm. 1920) i Konstancji z Junosza-Borkowskich. Jego młodszy brat Bronisław walczył w powstaniu warszawskim. Początkowo uczęszczał do gimnazjum w Bochni, naukę kontynuował w tzw. II gimnazjum w Nowym Sączu (maturę zdał w 1917). Ukończył Centralną Wojskową Szkołę Gimnastyki i Sportu w Poznaniu oraz dwuletni kurs szermierczy u słynnego węgierskiego trenera Béli Szombathely’ego. W czasie I wojny światowej ochotniczo służył w Legionach Polskich, w 6 pułku piechoty, a od 24 listopada 1916 do 29 września 1917 – w 1 pułku artylerii.
Od 13 listopada 1918 był żołnierzem Wojska Polskiego. Od 1 lutego 1919 do 1 lutego 1921 służył w 1 pułku artylerii górskiej. Za udział w wojnie polsko-bolszewickiej był wielokrotnie odznaczany, m.in. Krzyżem Srebrnym Orderu Virtuti Militari, a w 1934 również Węgierskim Krzyżem Zasługi. W okresie międzywojennym służył w artylerii, pracował także na uczelniach wojskowych.
Podczas kampanii wrześniowej 1939 w stopniu majora dowodził 2 dyonem 14 pal w składzie 14 Dywizji Piechoty Armii „Poznań”. Brał udział m.in. w bitwie nad Bzurą, potem w walkach odwrotowych na przedpolach Warszawy. Zginął w bitwie pod Łomiankami, na Wale Wiślanym w okolicy Prochowni podczas próby przebicia się do oblężonej Warszawy. Pośmiertnie został awansowany do stopnia podpułkownika. Pochowany na cmentarzu w Kiełpinie. Jego zwłoki ekshumowano i złożono (19 marca 1940) na Cmentarzu Wojskowym na Powązkach (kwatera A10-1-28).
W okresie międzywojennym był jednym z najlepszych szablistów w Polsce, walczył także we florecie. W 1929 zdobył mistrzostwo Armii, a w 1931 indywidualne mistrzostwo Polski w szabli. Był członkiem narodowej reprezentacji szablistów, która zdobyła brązowe medale mistrzostw świata w Liège w 1930 roku i mistrzostw świata w Warszawie w 1934 roku (oficjalnie zawody tego cyklu rozgrywane są pod tą nazwą dopiero od 1937). W międzyczasie zdobył też drużynowo brązowy medal na igrzyskach olimpijskich w Los Angeles w 1932. W zawodach indywidualnych dotarł tam do półfinałów.
Startował w barwach klubów warszawskich i poznańskich. Był instruktorem szermierki i narciarstwa w Centralnym Instytucie Wychowania Fizycznego w Warszawie, autorem podręcznika do jazdy na nartach.

## Ordery i odznaczenia
- Krzyż Złoty Orderu Virtuti Militari nr 131 (pośmiertnie)[6]
- Krzyż Srebrny Orderu Virtuti Militari nr 1857[9]
- Krzyż Niepodległości (16 września 1931)[10]
- Krzyż Walecznych[9]
- Złoty Krzyż Zasługi (25 maja 1939)[11]
- Srebrny Krzyż Zasługi (9 listopada 1932)[12]
- Medal Pamiątkowy za Wojnę 1918–1921[9]
- Medal Dziesięciolecia Odzyskanej Niepodległości[9]
- Krzyż Kawalerski Orderu Zasługi (Węgry)[9]

## Upamiętnienie
Na ścianie Integracyjnego Centrum Dydaktyczno-Sportowego w Łomiankach upamiętniono mjr. Leszka Lubicz-Nycza – szablistę i olimpijczyka, który zginął w bitwie pod Łomiankami.